# 25607 Tsengiching
25607 Tsengiching è un asteroide della fascia principale. Scoperto nel 2000, presenta un'orbita caratterizzata da un semiasse maggiore pari a 2,4311754 UA e da un'eccentricità di 0,0670924, inclinata di 5,67234° rispetto all'eclittica.